# Lakes (Alaska)
Lakes era un lugar designado por el censo ubicado en el borough de Matanuska-Susitna en el estado estadounidense de Alaska. En el Censo de 2010 tenía una población de 8364 habitantes y una densidad poblacional de 231 personas por km².

## Geografía
Lakes se encuentra en las coordenadas 61°36′26″N 149°18′31″O / 61.60722, -149.30861. Según la Oficina del Censo de los Estados Unidos, Lakes tiene una superficie total de 36.21 km², de la cual 32.53 km² corresponden a tierra firme y (10.16%) 3.68 km² es agua.

## Demografía
Según el censo de 2010, había 8364 personas residiendo en Lakes. La densidad de población era de 231 hab./km². De los 8364 habitantes, Lakes estaba compuesto por el 85.02% blancos, el 0.94% eran afroamericanos, el 5.25% eran amerindios, el 0.9% eran asiáticos, el 0.08% eran isleños del Pacífico, el 0.99% eran de otras razas y el 6.81% pertenecían a dos o más razas. Del total de la población el 4.23% eran hispanos o latinos de cualquier raza.

## Localidades adyacentes
El siguiente diagrama muestra a las localidades más próximas a Lakes.